# Tishomingo (Oklahoma)
Tishomingo é uma cidade localizada no estado norte-americano de Oklahoma, no Condado de Johnston.

## Demografia
Segundo o censo norte-americano de 2000, a sua população era de 3162 habitantes.
Em 2006, foi estimada uma população de 3238, um aumento de 76 (2.4%).

## Geografia
De acordo com o United States Census Bureau tem uma área de
12,3 km², dos quais 12,2 km² cobertos por terra e 0,1 km² cobertos por água.

## Localidades na vizinhança
O diagrama seguinte representa as localidades num raio de 20 km ao redor de Tishomingo.